# Conjunto Residencial Jardim Ana Rosa
O Conjunto Residencial Jardim Ana Rosa é um conjunto habitacional localizado na região da Vila Mariana, na Zona Sul da cidade de São Paulo. Ocupando um quarteirão com início na Rua Dr. José de Queiroz Aranha, o conjunto é composto por nove construções que compõem a paisagem característica da região: o prédio Vergueiro, os edifícios Ana Rosa, Umary, Biacá Urahy, Guapira, Hicatu, Gregório Serrão I a IV e o prédio Rodrigues Alves.
Reflexos da arquitetura modernista no Brasil, as construções são resultados dos projetos de três arquitetos diferentes: Abelardo de Souza, formado pela Escola Nacional de Belas Artes (ENBA) no Rio de Janeiro em 1932, Eduardo Kneese de Mello, engenheiro-arquiteto formado pela Universidade Presbiteriana Mackenzie no mesmo ano e Salvador Candia, formado em 1948 pela FAU (Faculdade de Arquitetura e Urbanismo) Mackenzie.
Projetado inicialmente em 1950, o conjunto Jardim Ana Rosa - que leva esse nome devido ao bairro de sua localização - visando oferecer um projeto de moradia coletiva para a classe média urbana da época, que estava buscando uma valorização da moradia nos seguintes quesitos: funcionais, como a localização e acessibilidade da habitação, como também estéticos, caracterizados pela qualidade da arquitetura apresentada na construção. Dessa maneira, os projetos para a construção dos edifícios que fariam parte de um pedaço fundamental e importante para a história e identidade da cidade de São Paulo e suas localidades, foram sendo adaptados para atender as necessidades de seus moradores.

## História
O terreno hoje ocupado pelo Conjunto Jardim Ana Rosa foi adquirido pelo Banco Hipotecário Lar Brasileiro (BHLB) no fim da década de quarenta, pois antes o espaço era ocupado pelo Instituto Ana Rosa. No Testamento de Dona Ana Rosa Galvão, constava uma lista de suas propriedades na cidade de São Paulo, além de uma outra lista - por ordem hierárquica - de quem deveria assumi-los. Os dois primeiros nomes listados estavam impedidos de assumir os terrenos na época, portanto, quem os assumiu foi o Barão de Sousa Queiroz, terceiro nome indicado.
No Testamento, estava determinada a construção da sede de um local de ensino para crianças menos afortunadas, dessa maneira, o Barão criou nos terrenos proprietários um edifício para a Instituição, denominada Instituto Ana Rosa - que começou a funcionar no ano de 1875 e permaneceu no local até 1940, quando o terreno foi comprado pelo BHLB, sendo assim transferido. A área do terreno era equivalente a cerca de 5 hectares na região e o projeto era um dos maiores da capital paulista. 

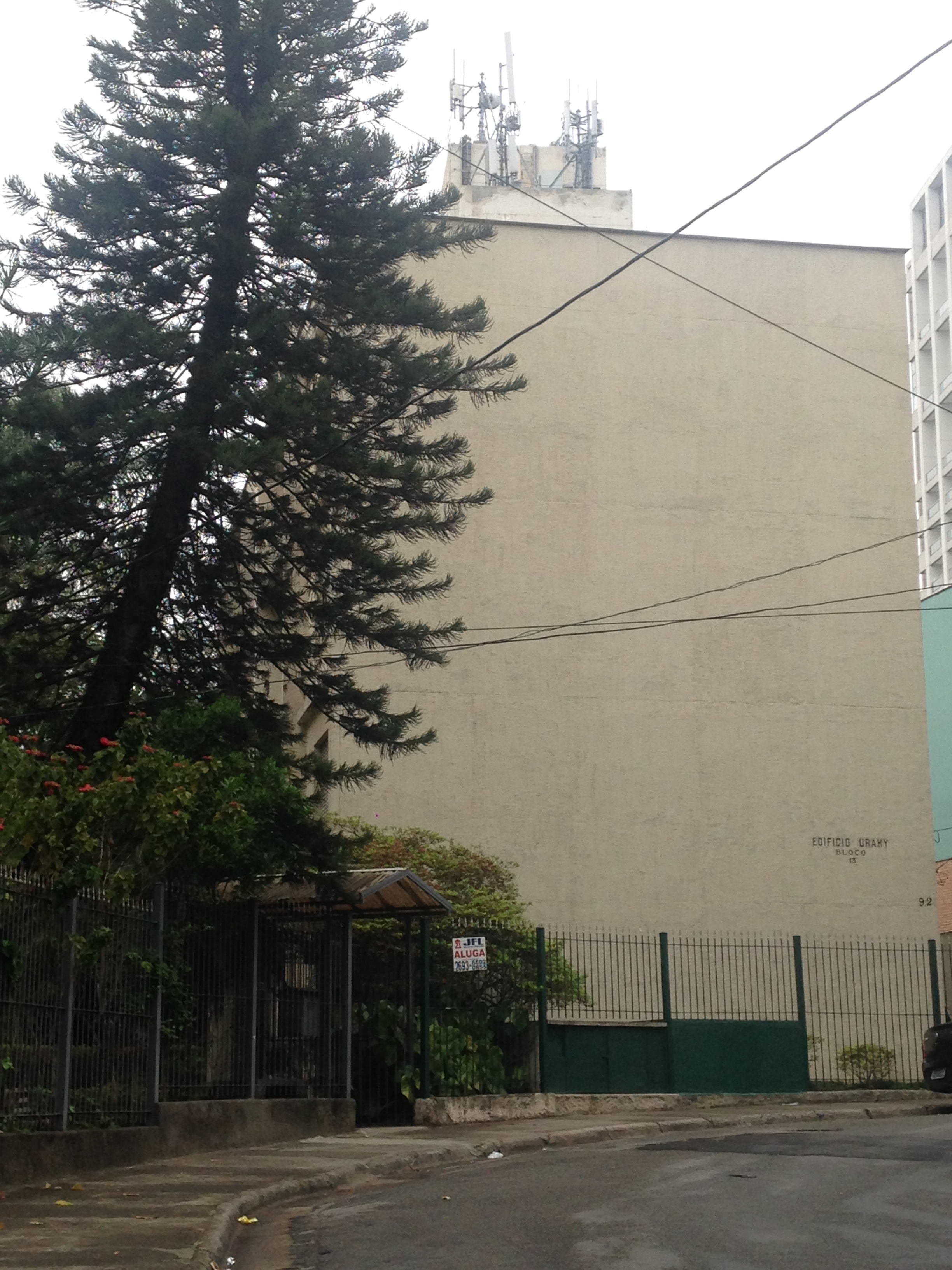
Fachada do Edifício Urahy, no Jardim Ana Rosa

 No planejamento, constava a construção de 558 metros de rede de coleta das águas da chuva, aproximadamente 972 metros utilizados para a extensão da rede de água potável, além da pavimentação de asfalto e paralelepípedo de 9.200m² da região. Serviços estes planejados e realizados pelo Banco.

### Banco Hipotecário Lar Brasileiro
Fundado em 19 de agosto de 1925 pelo Grupo Sul América, o Banco Hipotecário Lar Brasileiro é considerado como órgão pioneiro no Brasil no setor de crédito hipotecário a longo prazo e exercia o papel de financiador das construções residenciais destinadas à classe média brasileira. O órgão tinha como objetivo trazer soluções para o problema da casa própria que se instaurava no Brasil na época.
O funcionamento do processo hipotecário funcionava da seguinte maneira: o Banco fornecia ao comprador um determinado valor para a compra de um imóvel e este deveria devolver o dinheiro emprestado através do pagamento em parcelas com juros até que a dívida fosse quitada. Caso o indivíduo que adquiriu a moradia não tenha dinheiro para repor o valor emprestado, o Banco tem o direito de tomar o imóvel, podendo até colocá-lo à venda novamente. O sucesso do Banco Hipotecário Lar Brasileiro foi tanto que, na época em que o Conjunto Jardim Ana Rosa estava sendo construído, o Banco já havia atendido por volta de 20.000 clientes e contava em seu acervo com cerca de 80.000 depositantes.

### De 1950 a 1954
Durante o período entre os anos de 1950 a 1954, foram feitas três versões diferentes para o projeto de construção do Jardim Ana Rosa, cada uma delas realizada por um arquiteto distinto, em que, nas alterações, constavam mudanças nos aspectos relacionados ao ponto de vista urbano e também da estrutura dos edifícios que compunham o conjunto. Abelardo de Souza foi o primeiro arquiteto fazer uma versão do projeto no ano de 1950, que contava com a construção de seis prédios, totalizando 300 apartamentos, que se organizam em três conjuntos com dois edifícios cada e todos sem a presença de elevadores. Além de coberturas inclinadas com caimento para o interior tendo, no centro, calhas. A segunda versão foi apresentada pelo arquiteto Eduardo Kneese de Mello em 1952, contando com um projeto de cinco edifícios iguais - apenas com a exceção de um prédio de pequeno porte que ocuparia a ponta do terreno - sem divisão de lotes, paralelos entre si e não alinhados com a via pública. Este também não foi aceito.
A última - e definitiva - versão do projeto do Conjunto Residencial Jardim Ana Rosa, foi apresentada no ano de 1954, sendo construída e finalizada em 1960, pelo arquiteto formado pela FAU Mackenzie, Salvador Candia. Mantendo no plano dois dos edifícios planejados por Eduardo Kneese de Mello, Candia apresentou em seu projeto o alinhamento das construções acompanhando a forma do terreno e voltando as portarias de entrada dos prédio para a via pública. Tal projeto atendia as demandas dos moradores que buscavam garagem cobertas e apartamentos com acesso direto pela rua, além de possibilitar o planejamento de plantas diferentes para cada edificação.

## Características Arquitetônicas

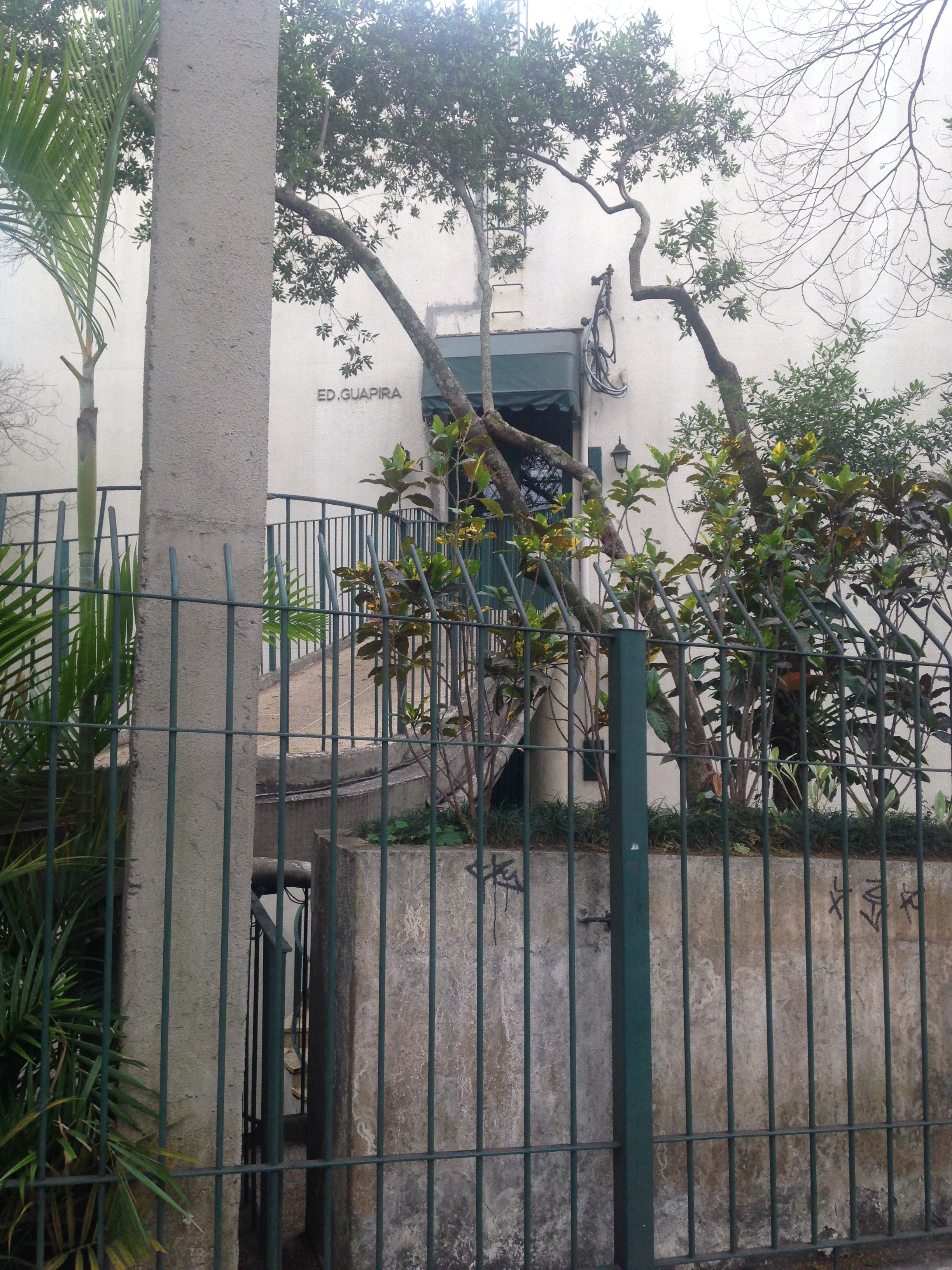
Fachada do Edifício Guapira com escadas frontais

Composto por nove edificações, o conjunto preenche um quarteirão da região: o prédio Vergueiro se encontra na Rua Vergueiro, nº 2097, 2101, 2107, 2111, 2117 com a Rua Aristides de Macedo, nº 9 e 39; o Edifício Ana Rosa, fica localizado na Rua Dr. José de Queiroz Aranha, nº 19 a 65 com a Rua Vergueiro, nº 2143, 2149, 2161, 2167 e Rua Aristides de Macedo, nº 10 e 42; o Edifício Umary, no endereço Rua José de Queiroz Aranha, nº 79 com a Rua Aristides de Macedo, nº 62; o Edifício Urahy, na Rua Aristides de Macedo, nº 92 a 108; o Edifício Guapira, construído na Rua Dr. José de Queiroz Aranha, nº 155, 165 com a Rua Barão de Anhumas e paralelo ao Edifício Hicatu na Rua José de Queiroz Aranha, nº 185 e 195; os Edifícios Gregório Serrão I a IV localizados na Rua José de Queiroz Aranha, nº 245, 267, 285, 313 e 337; o Edifício Biacá, na Rua Aristides de Macedo, nº 77  e o prédio Rodrigues Alves na Rua José de Queiroz Aranha, nº 10 a 56 com a Rua Vergueiro 2209 a 2235.
 

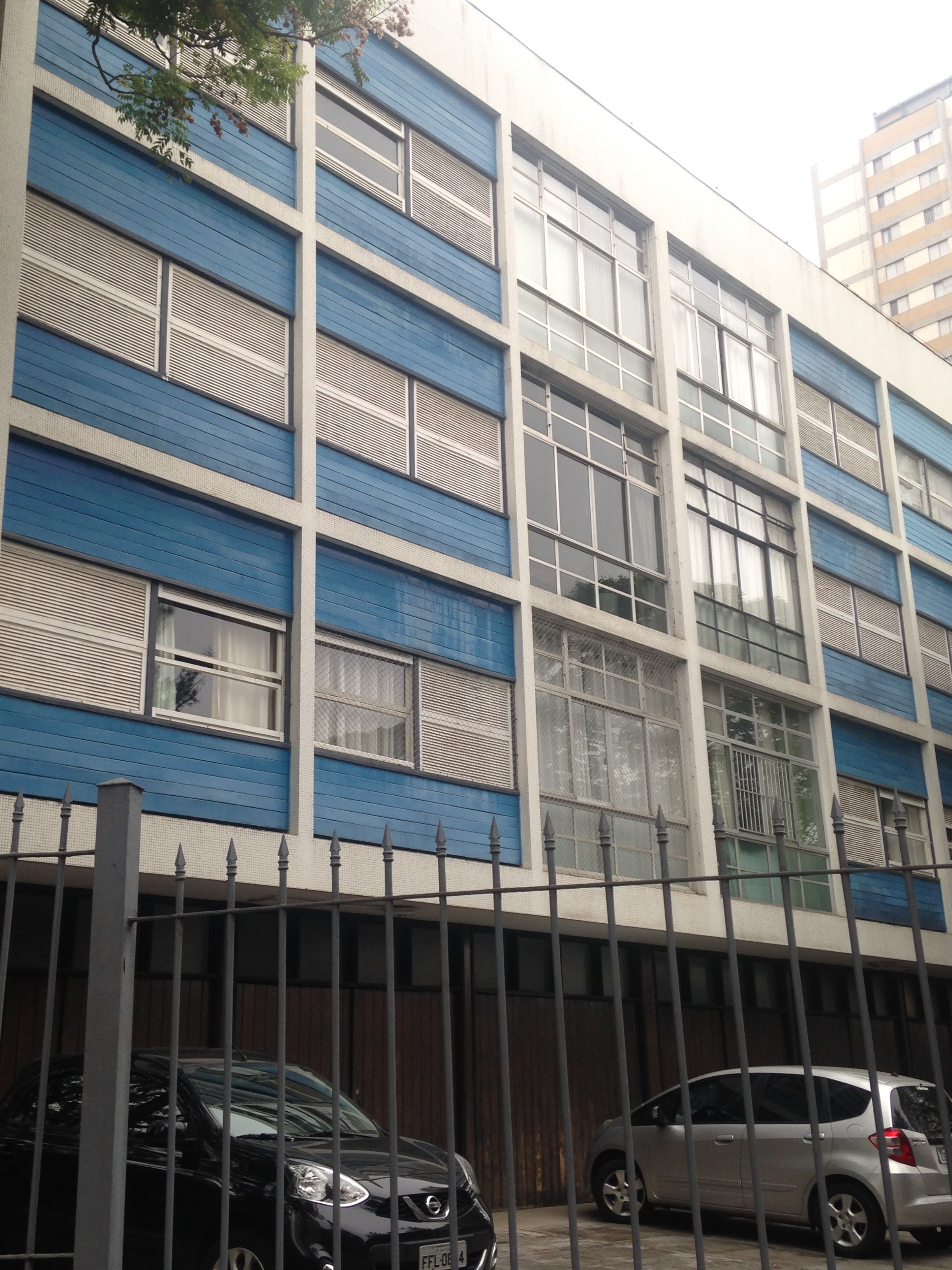
Lateral do Edifício Biacá

 Projetados em 1952 pelo arquiteto Eduardo Kneese de Mello, os edifícios Guapira e Hicatu previam em suas plantas a construção de seis blocos de prédios compostos por apartamentos duplex que, em sua planta apresentam: sala, cozinha, área de serviço de pequeno porte, banheiro, dois quartos - separados por um pequeno corredor com armários embutidos - e varanda. Além disso, há uma enorme janela de vidro na sala voltada para a vegetação que ocupa o espaço entre as edificações e há também no quarto principal uma pequena varanda utilizada por alguns moradores como uma pequena horta. A construção não apresenta elevadores que ligam os andares, apenas grandes lances de escadas por fora da edificação.
Já o Edifício Biacá, projeto que teve como um de seus responsáveis o arquiteto Nelson Pedalini, tem uma área total de, aproximadamente, 130m² composta por sobrados com sala de estar e jantar, copa e cozinha, três dormitórios, um lavabo e um banheiro no piso de cima, além de quartos de emprega e serviço e garagem individual para todos os apartamentos. Na planta, há também a presença de um jardim e playground nas áreas comuns da construção - se diferenciando dos outros edifícios. Enquanto isso, o Edifício Rodrigues Alves, apresenta conjuntos de apartamentos de dois blocos com três dormitórios e a parte térrea da construção é ocupada por estabelecimentos comerciais.
Quantos aos Edifícios Umary e Uhary - o primeiro resultado do projeto do arquiteto Walter Kneese e, o segundo, de Nelson Pedalini - apresentam apartamentos com áreas que variam entre 100 e 120m² divididos entre blocos de, no máximo, três andares e compostos por sala, cozinha, quartos de empregada e serviço, dois quartos e banheiro. Devido ao terreno em que foi construído, os edifícios - assim como o Guapira e Hicatu - não contam com elevadores que interligam os andares. Além disso, o espaço conta com áreas livres e garagem para os moradores.

## Significado Histórico e Cultural

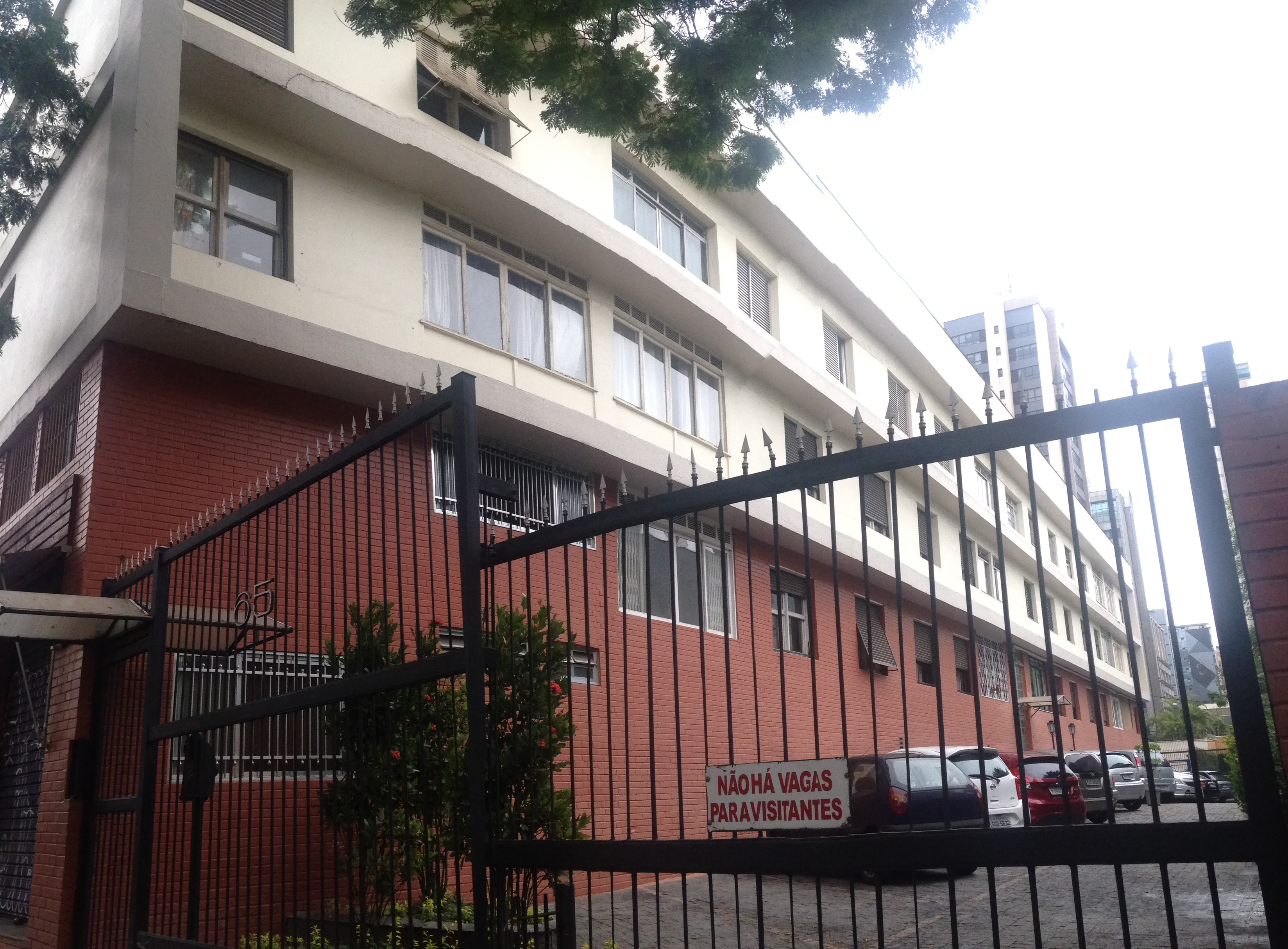
Lateral do Edifício Ana Rosa

O Conjunto Residencial Jardim Ana Rosa representa um valor histórico e cultural tão grande para os moradores da região da Vila Mariana, onde está localizado, e para o cenário urbano da megalópole que é a cidade de São Paulo que, devido às suas características arquitetônicas representativas para a construção da história da arquitetura brasileira, que o conjunto habitacional foi tombado, tornando-se mais um patrimônio histórico a ocupar o espaço da Zona Sul da cidade.
A construção dos edifícios que fazem parte do conjunto foi influenciada pelas tendências da arquitetura moderna que teve seu início na Europa, principalmente pelo conjunto construído para a II Exposição do Werkbund durante o verão alemão de 1927. Em um bairro de Stuttgart, onde ocorreu a exposição, foram construídos diversos conjuntos habitacionais, expondo as virtudes da arquitetura modernista.

### Arquitetura Moderna Brasileira
Com início na Europa, o Modernismo foi caracterizado como um movimento cultural e artístico que teve seus primeiros reflexos no Brasil na primeira década do século XX, principalmente pela realização da Semana da Arte Moderna, realizada no ano de 1922 na cidade de São Paulo. O movimento tinha como base a valorização do nacional e os projetos marcados pelo funcionalismo, além de apresentaram características típicas do movimento, como o uso de formas geométricas definidas e falta de ornamentação.
O início dos anos 30 ainda era marcado pelo estilo arquitetônico neo-colonial predominante no país, mas a arquitetura modernista estava começando a ganhar seu espaço. O Estado exerceu papel fundamental na consolidação do estilo, principalmente porque era o patrocinador das grandes obras que adotavam o estilo em sua construção, pois estas representavam modernidade e progresso. Dentre os nomes que são considerados como principais arquitetos modernistas brasileiros, estão: Oscar Niemeyer, Lúcio Costa e Salvador Candia.

### Tombamento

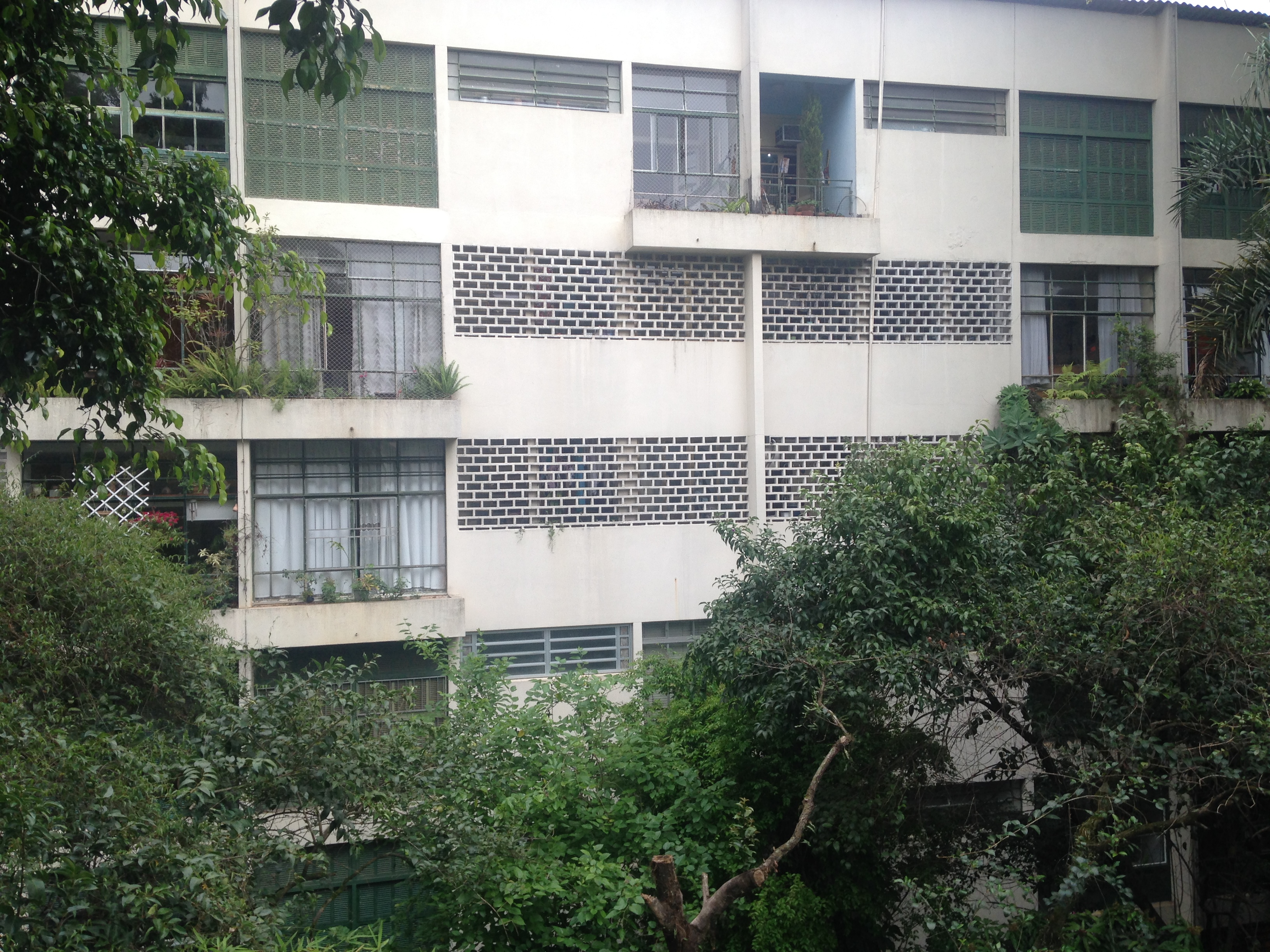
Área verde entre os edifícios Guapira e Hicatu

A Prefeitura do Município de São Paulo, a Secretaria Municipal de Cultura e o Conselho Municipal de Preservação do Patrimônio Histórico, Cultural e Ambiental da Cidade de São Paulo oficializam no documento datado do dia 3 de fevereiro de 2015 o tombamento do Conjunto Jardim Ana Rosa. A decisão foi tomada pelos conselheiros presentes na 581ª Reunião Ordinária, realizada no dia 17 de dezembro de 2013.
O tombamento do conjunto foi aprovado através da RES 37/13 (Resolução nº 37 / CONPRESP/ 2013) e consta na justificativa as seguintes considerações: a importância histórica e arquitetônica do Conjunto Jardim Ana Rosa para o bairro da Vila Mariana e a Cidade de São Paulo, devido a representação de um importante momento da Arquitetura Moderna na cidade; a importância como a representação de um momento de inflexibilidade econômica no país e seus reflexos do modo de morar e a aquisição de moradia pela classe média e também pela singularidade e qualidade ambiental gerada pelas áreas verdes presentes no conjunto que destacam perante às características do restante das habitações presentes no bairro em que está inserido.
Dessa maneira, de acordo com o artigo 1º da resolução, foi resolvido tombar os edifícios Ana Rosa, Rodrigues Alves, Vergueiro, Aruan, Umary, Urahy, Guapira e Hicatu, Gregório Serrão, Gaspar Lourenço e Biacá considerando suas características de implantação, das áreas vedes e arquitetônicas externas e referentes às áreas comuns de acesso.

## Estado Atual

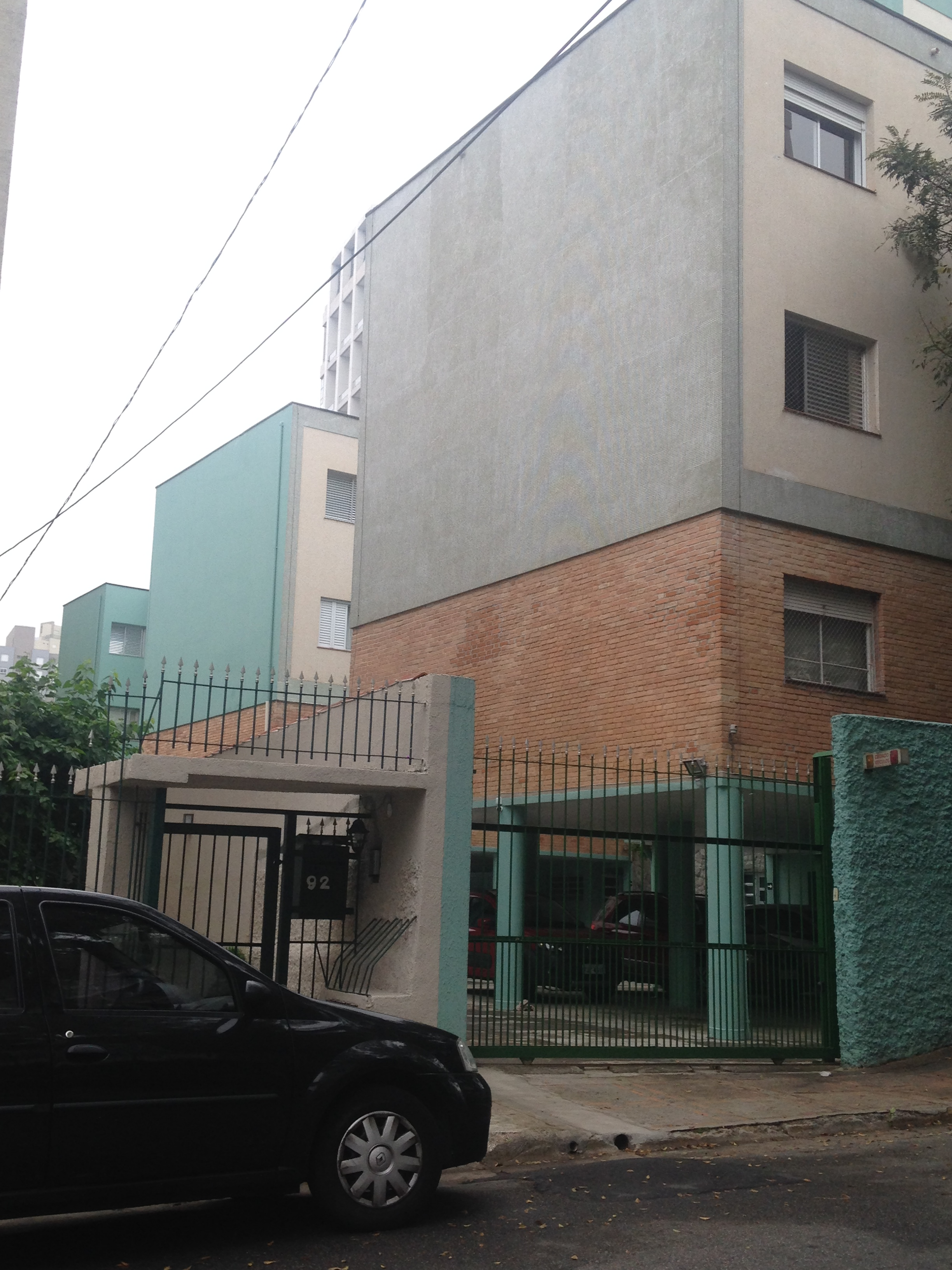
Conjunto de prédios do Edifício Umary

Desde a época de sua construção até os dias de hoje, os edifícios do Conjunto do Jardim Ana Rosa encontram-se em bom estado de conservação, destacando-se ainda mais na paisagem do bairro principalmente pela verticalização da cidade que aconteceu durante os anos. Dessa maneira, as construções ali presentes são o diferencial devido às suas formas arquitetônicas planejadas como edifícios de pequeno porte e preenchidos por uma densa área verde que não costuma aparecer na maioria das construções ao redor.
Tanto para os moradores da região que já estão acostumados com a paisagem, quanto para os visitantes que estão explorando o bairro, quem passa pelos prédios do Conjunto Jardim Ana Rosa encontram as mesmas construções que há décadas foram planejadas. A qualidade da arquitetura permanece intacta - é possível perceber que o tempo agiu sobre a construção, mas o cenário não apresenta nenhuma diferença impactante - assim como a pintura das edificações que permanece em bom estado, apenas com algumas pichações, e a vegetação, que ainda se faz presente.

### Conservação do Bem Cultural

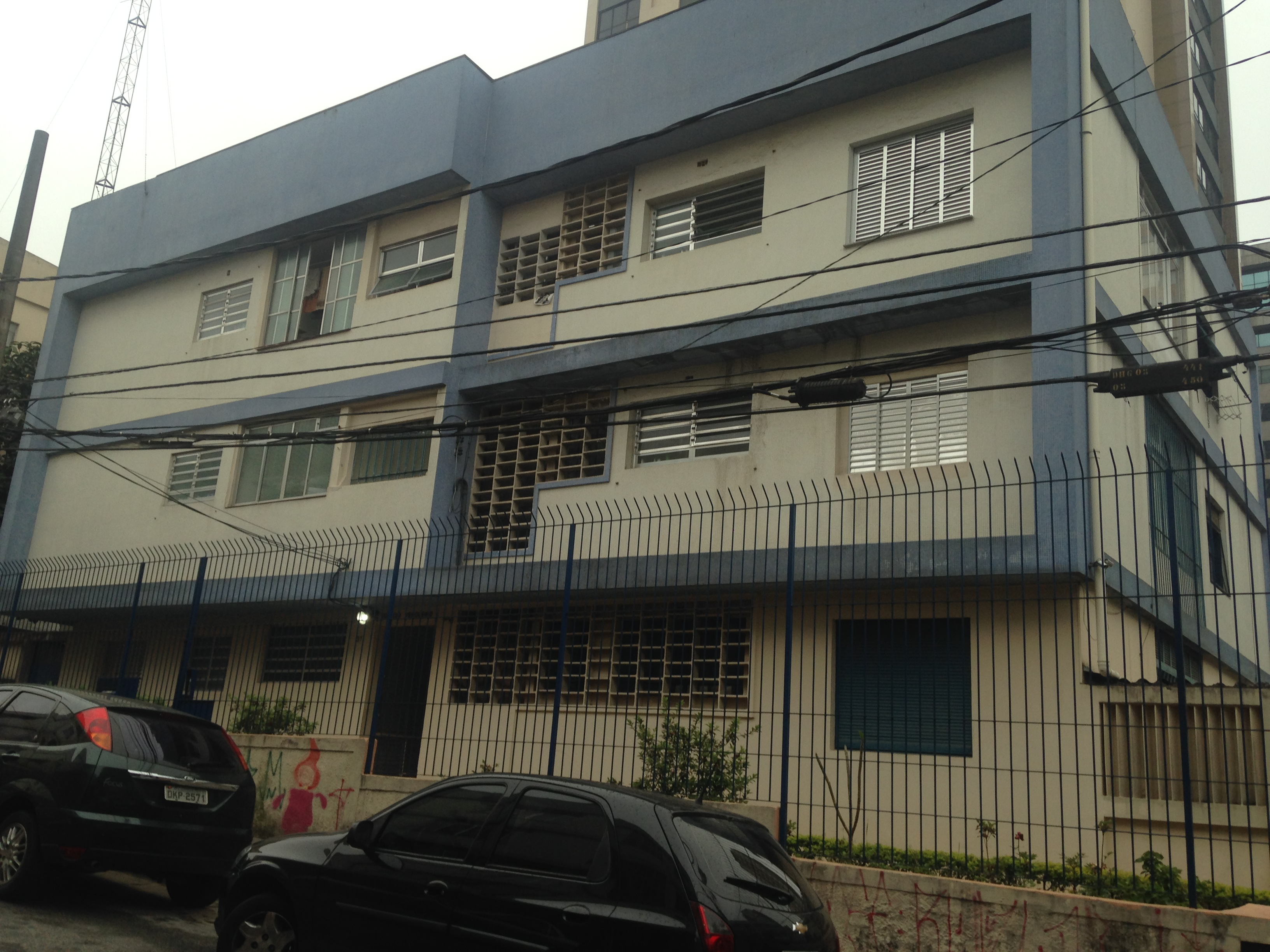
Fachada do Prédio Vergueiro

Grande parte da conservação dos prédios que compõem o conjunto, se deve aos artigos 2º e 3º do documento oficial referente ao tombamento do patrimônio que preveem a manutenção das edificações e processos necessários a serem seguidos antes de qualquer intervenção na estrutura arquitetônica do projeto:

	
Artigo 2º - "Definir como área envoltória necessária à manutenção da integridade do Conjunto Jardim Ana Rosa e de sua qualidade ambiental, o perímetro original desse Conjunto Jardim Ana Rosa constante da planta em anexo, com o estabelecimento de gabaritos máximos para as edificações constantes do Anexo I, resguardando assim a volumetria das edificações tais como projetadas e como se mantiveram. É parte integrante dessa área envoltória a vegetação arbórea existente nesse perímetro, inclusive a vegetação existente na EMEI Dona Ana Rosa de Araújo".
Artigo 3º - "Qualquer intervenção nos imóveis e espaços públicos identificados no Artigo 1º e 2º da presente Resolução deverá ser previamente submetida à apreciação do Departamento do Patrimônio Histórico e à aprovação do CONPRESP".

## Galeria

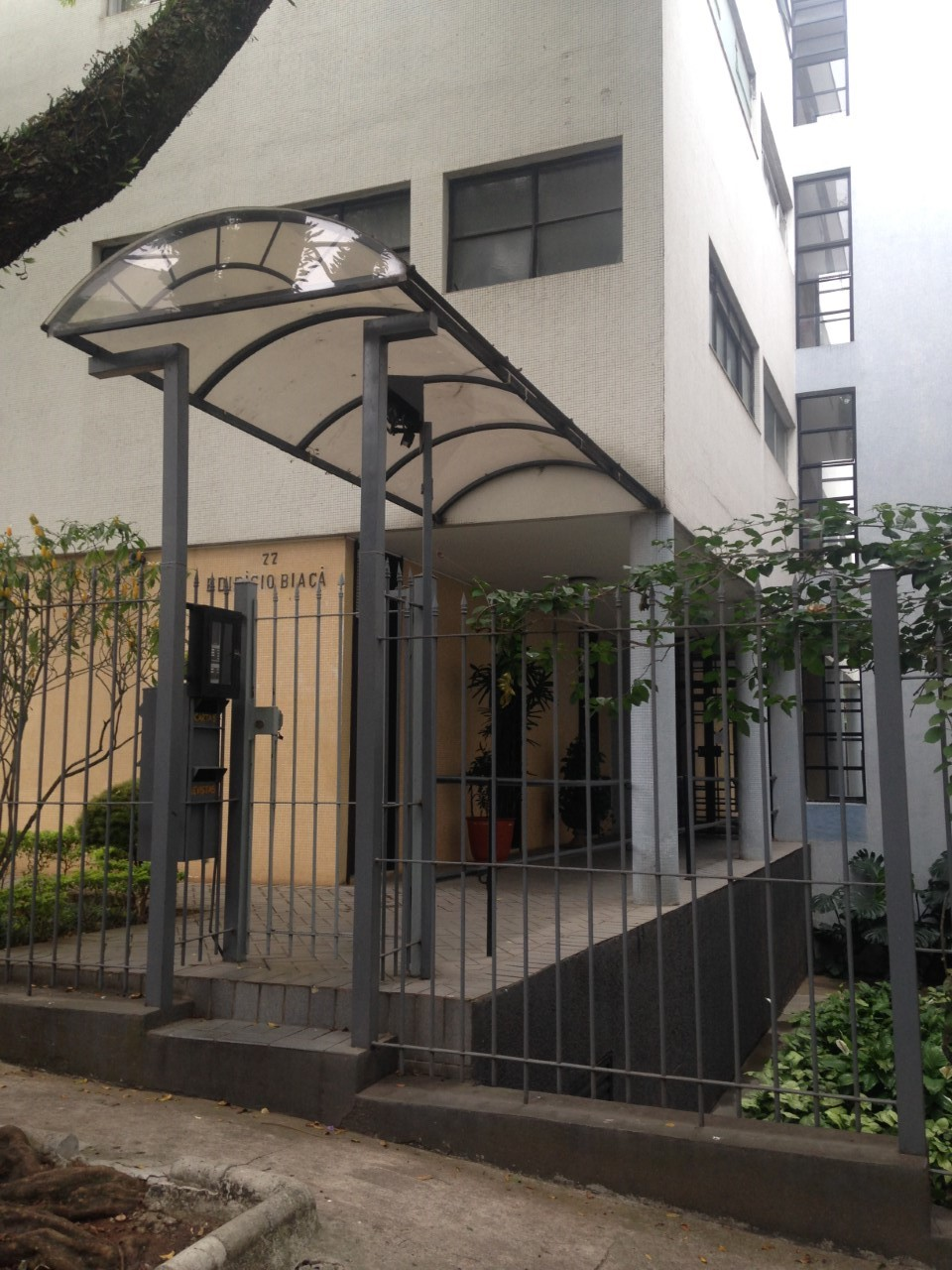
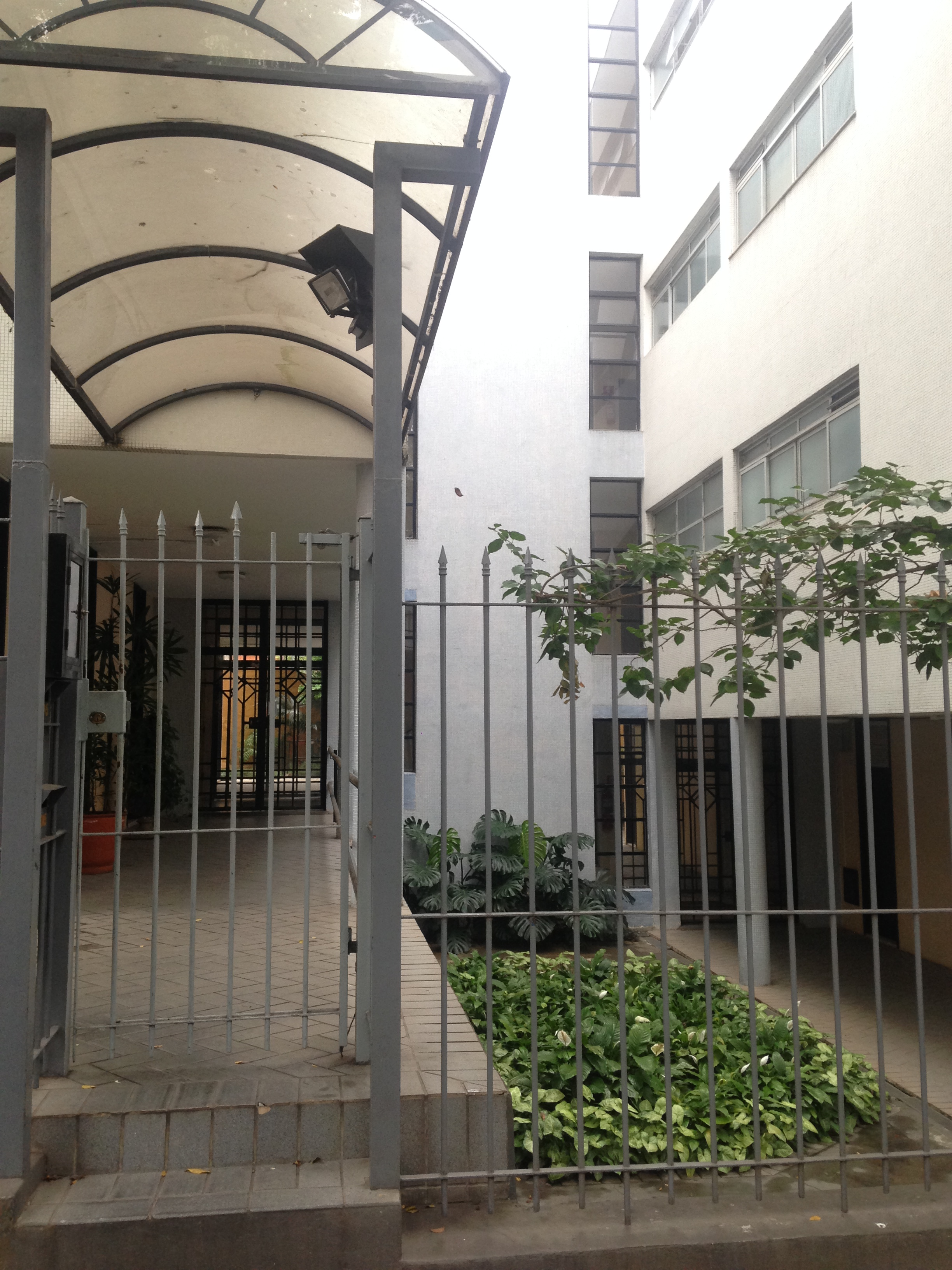
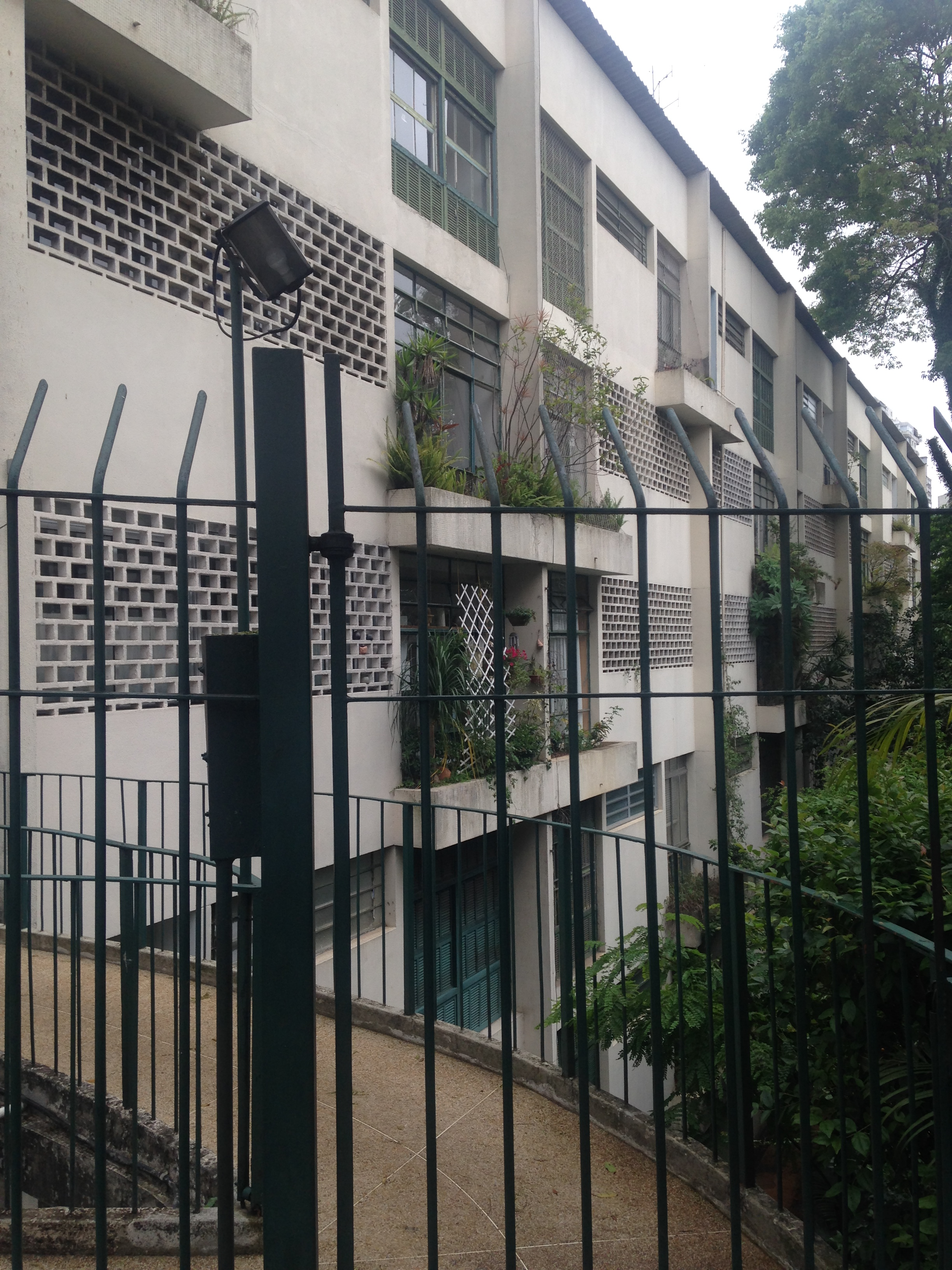
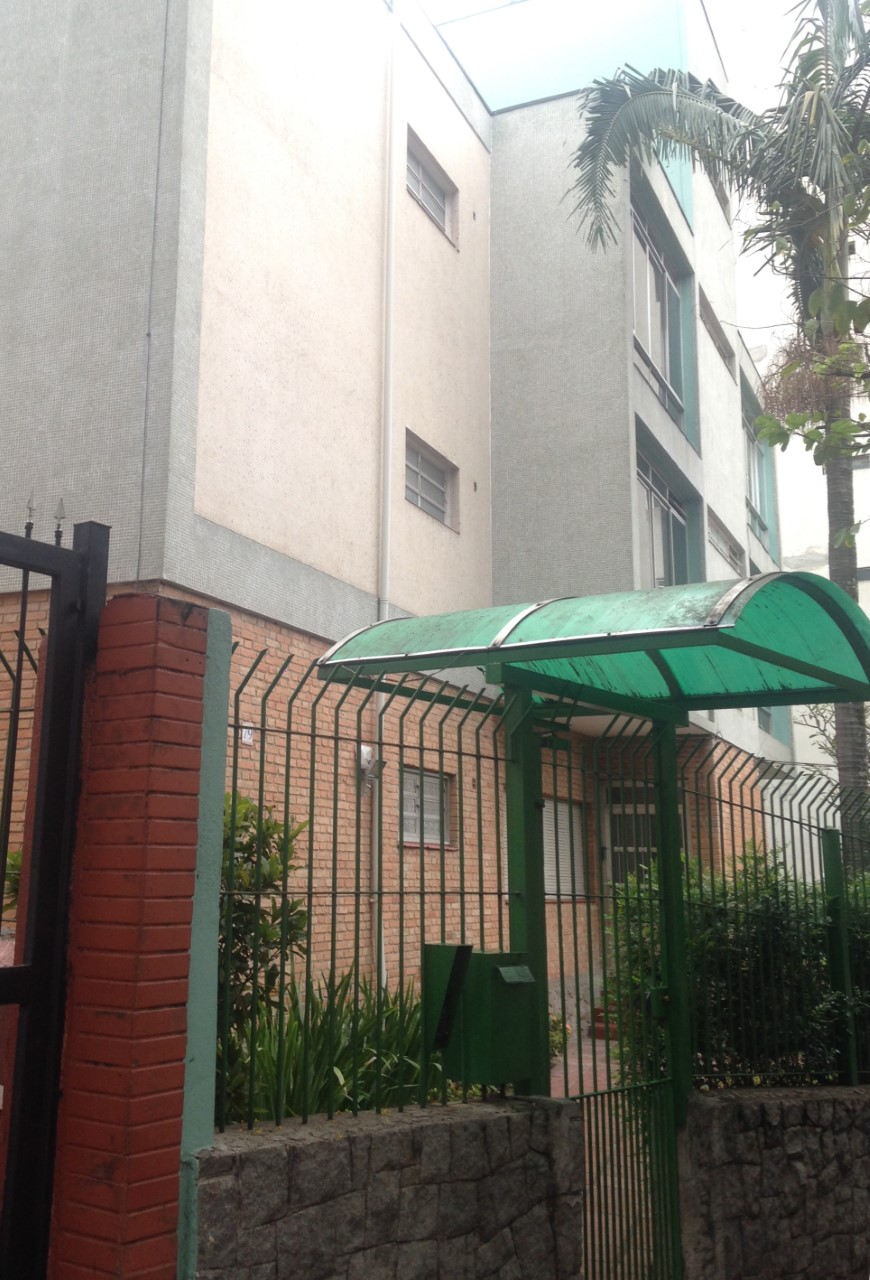
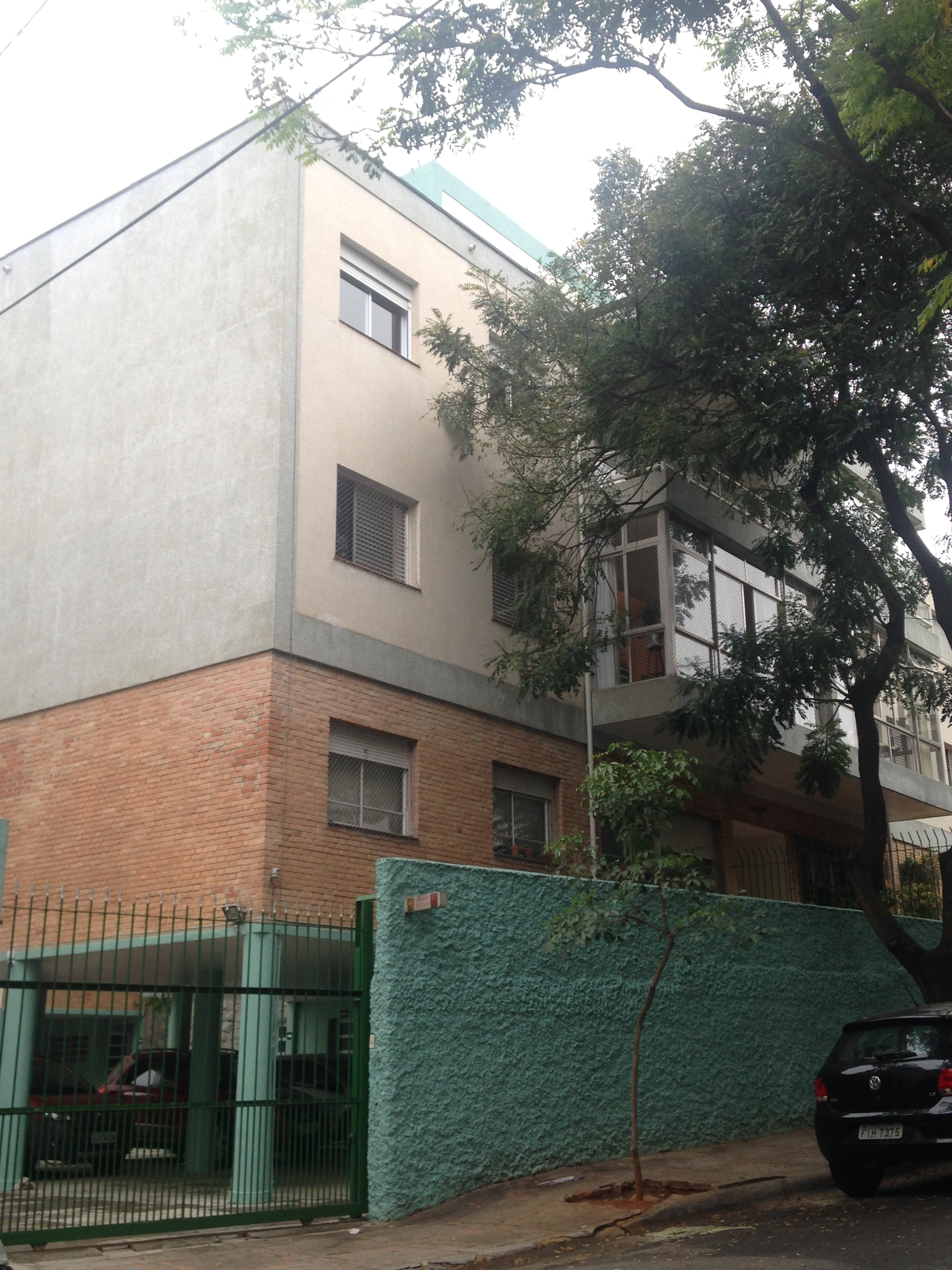
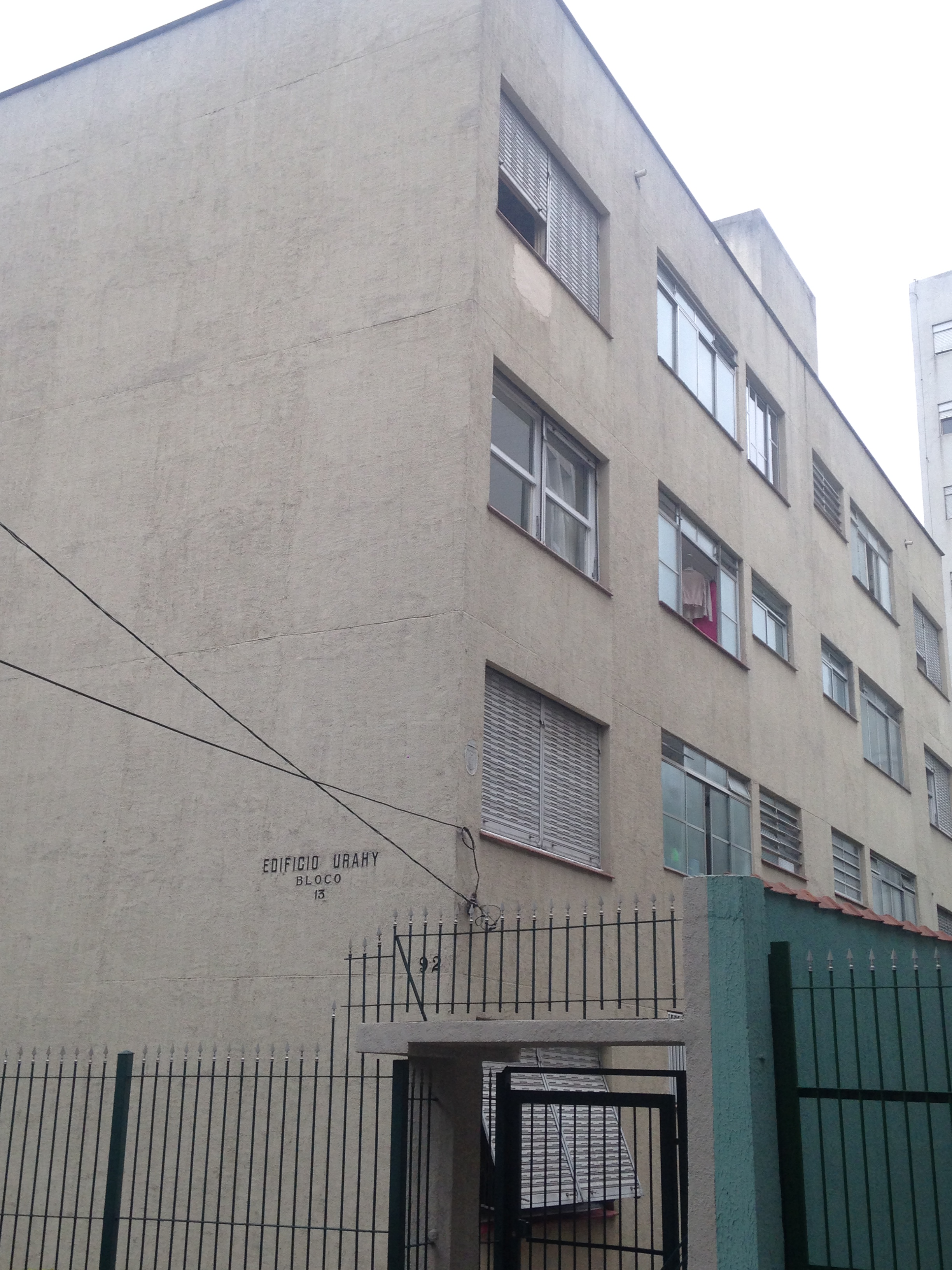
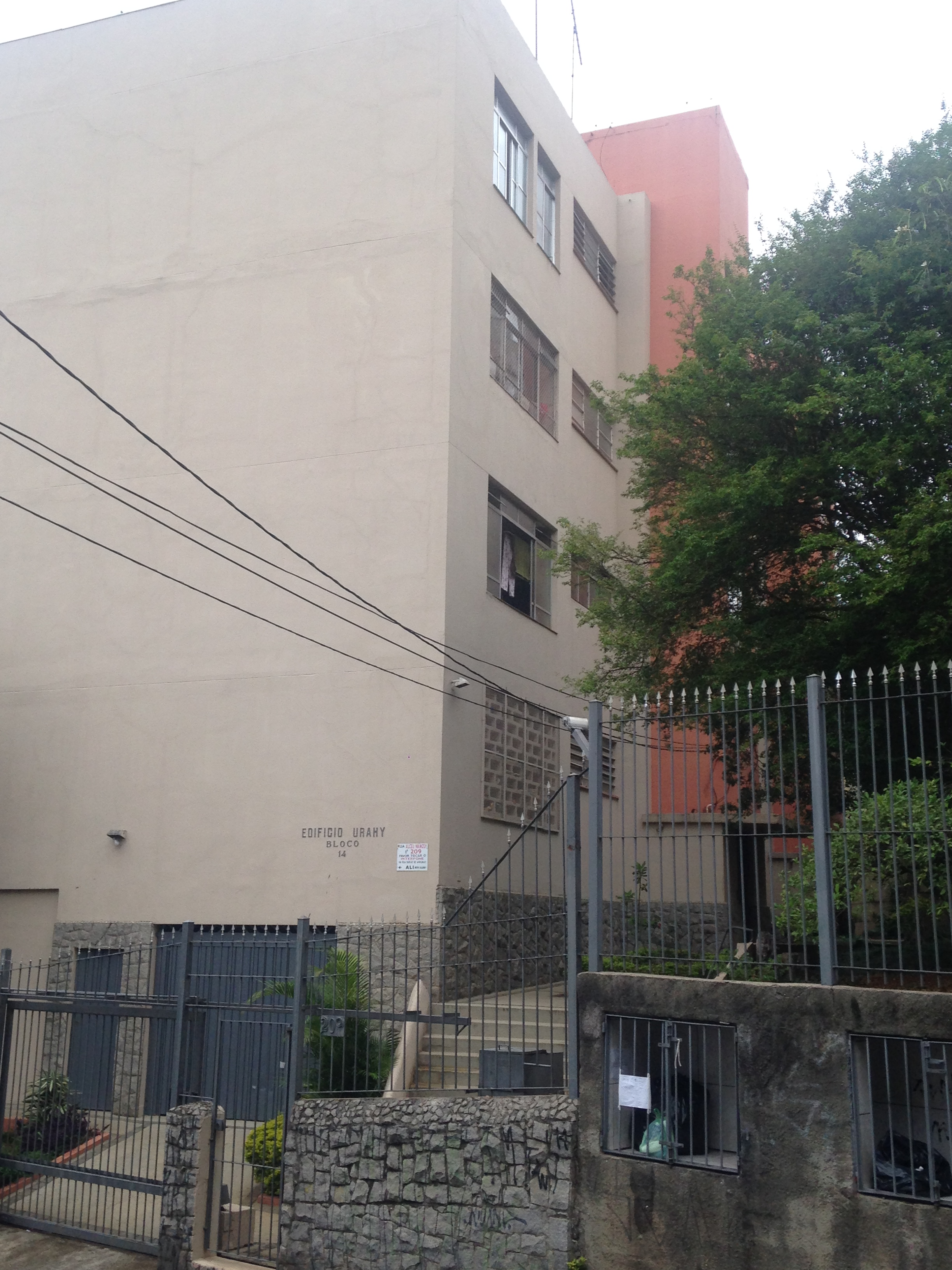